# Fe d'Agen
Fe d'Agen (Agen, Òlt i Garona, Aquitània, segle iii - entre 287 i 303), en llatí Sancta Fides i en francès Sainte-Foy, fou una jove cristiana, morta com a màrtir durant les persecucions dels romans. És venerada com a santa per diverses confessions cristianes.

## Biografia
La llegenda diu que era cristiana i fou detinguda durant les persecucions del tombant del segle III; en refusar fer sacrificis als déus pagans fou torturada a una graella, fins a la mort, que podria haver estat cap al 287 o 290, o en temps de Dioclecià, al 303.

## Llegenda
Després de la seva mort, sorgiren diverses llegendes al voltant de la santa, i la confusió amb tres germanes llegendàries, basades en les virtuts cardinals, anomenades Fe, Esperança i Caritat.

## Veneració
Ja és citada al Martirologi jeronimià, fixant-ne la data de celebració el 6 d'octubre.
D'Agen, el lloc de culte va passar a l'abadia de Santa Fe de Concas, on arribaren les relíquies de la santa al 866. El culte s'uní als dels sants Caprasi i Alberta d'Agen, que haurien estat parents o assistents a l'execució de Fe i moriren decapitats.
El bisbe Dulcidi d'Agen va aixecar una basílica dedicada a la santa a Agen, al segle v. Restaurada al segle viii i ampliada al XV, fou enderrocada en 1892 per obrir-hi uns carrers. A Concas (Avairon), el culte es beneficià de la ubicació al mig del Camí de Sant Jaume, per la qual cosa l'abadia esdevingué etapa del pelegrinatge i el nom de la santa es difongué arreu d'Europa. A més, feu possible l'erecció d'una important església, l'Abadia de Santa Fe de Conca, un dels cims de l'arquitectura romànica del Camí.
El reliquiari d'argent daurat de Conques, datat al segle ix, és una important obra de l'orfebreria altomedieval. Sembla que el cap, d'or, procedeix d'un antic retrat imperial romà. Part de les relíquies fou portada al Monestir de Sant Cugat en 1365. A Catalunya hi ha diverses ermites dedicades a la santa, com la de Medinyà (Gironès), de Calonge de Segarra (Anoia) o la del Montseny a Fogars de Montclús (Vallès Oriental).

### Fonts i obres literàries

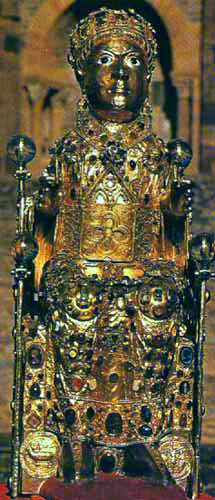
Reliquiari de Santa Fe, obra d'orfebreria del s. IX, a l'abadia de Concas.
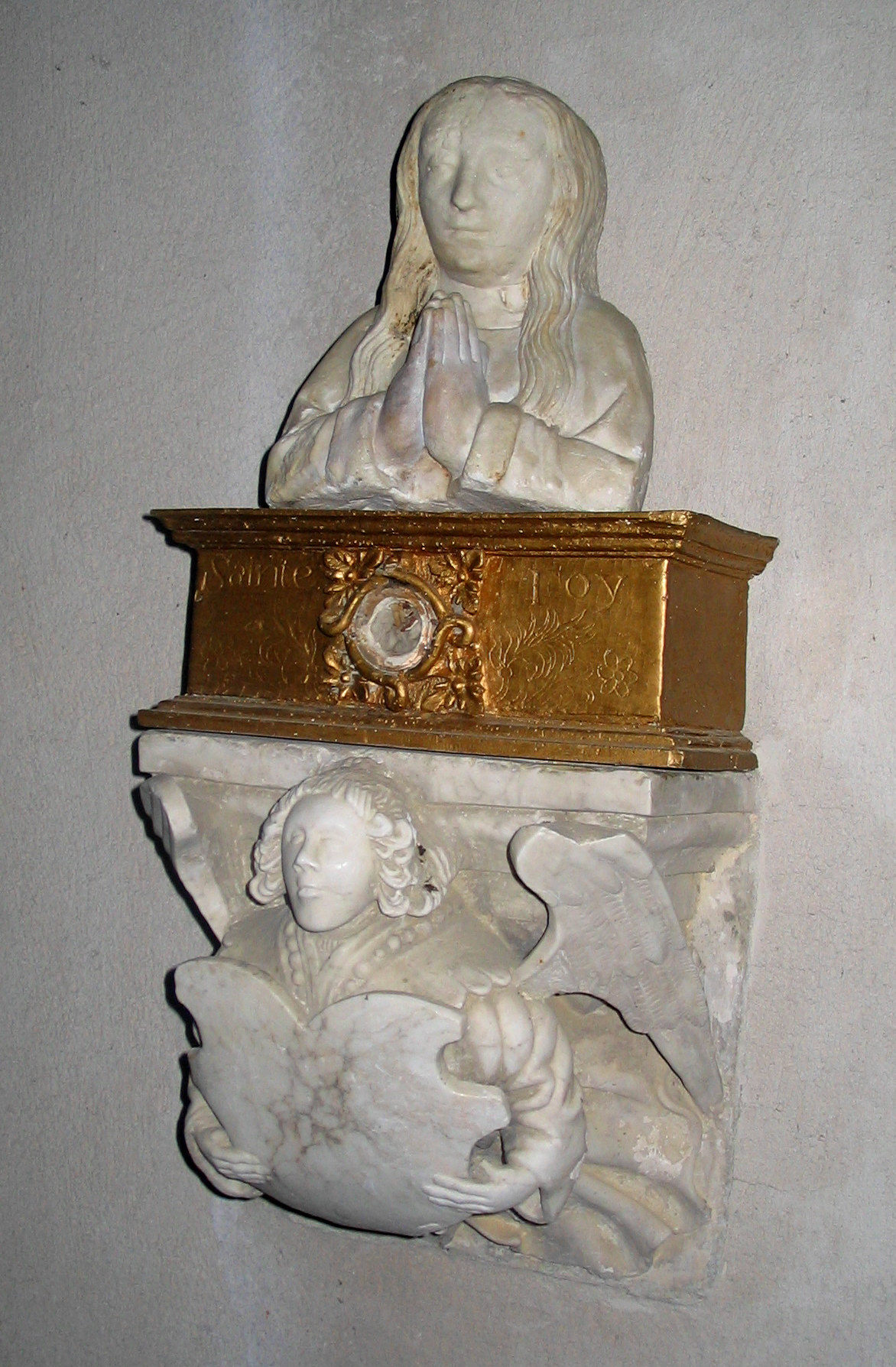
Bust reliquiari de la santa.
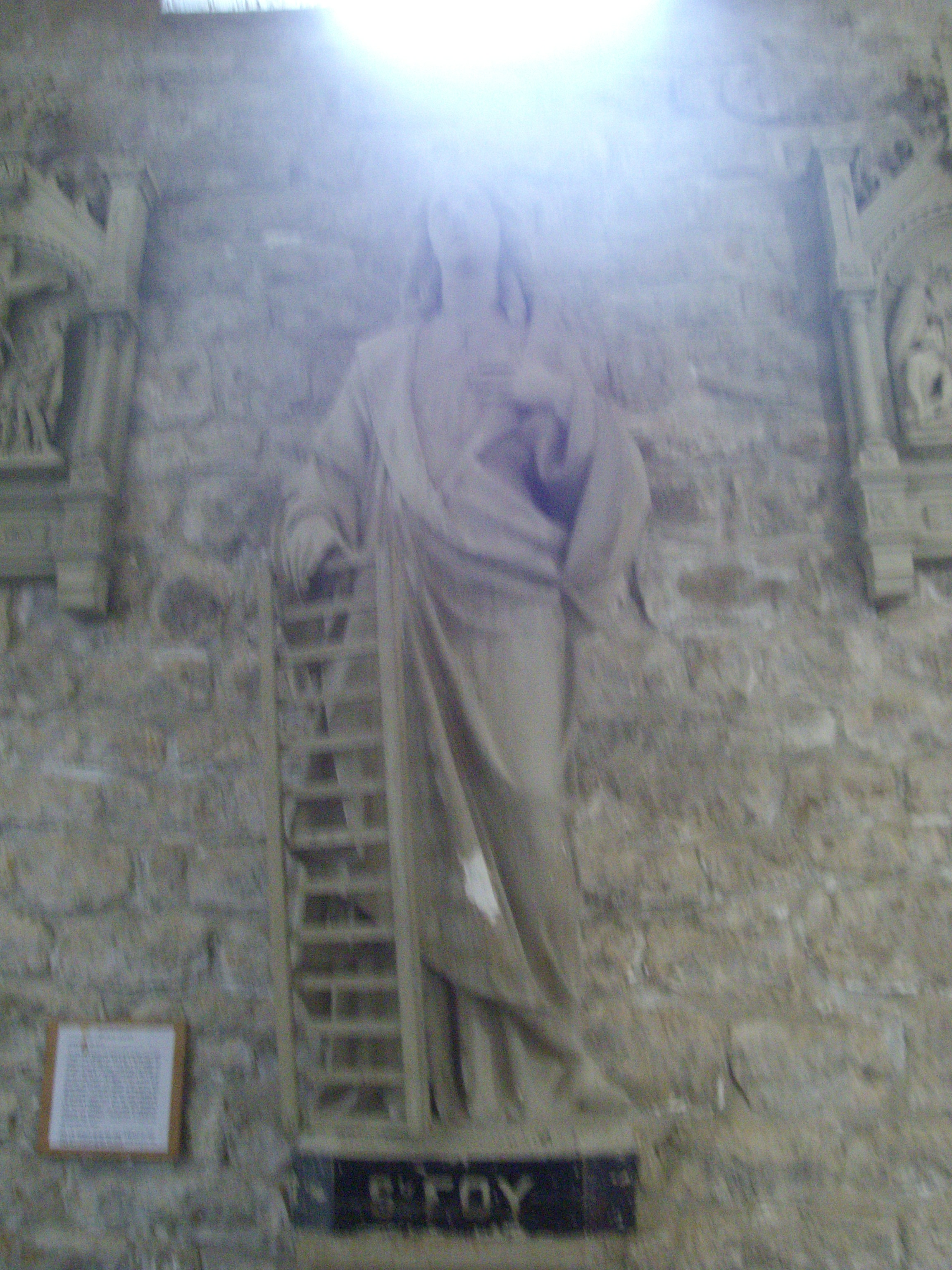
Estàtua a Saint-Pierre de Varen
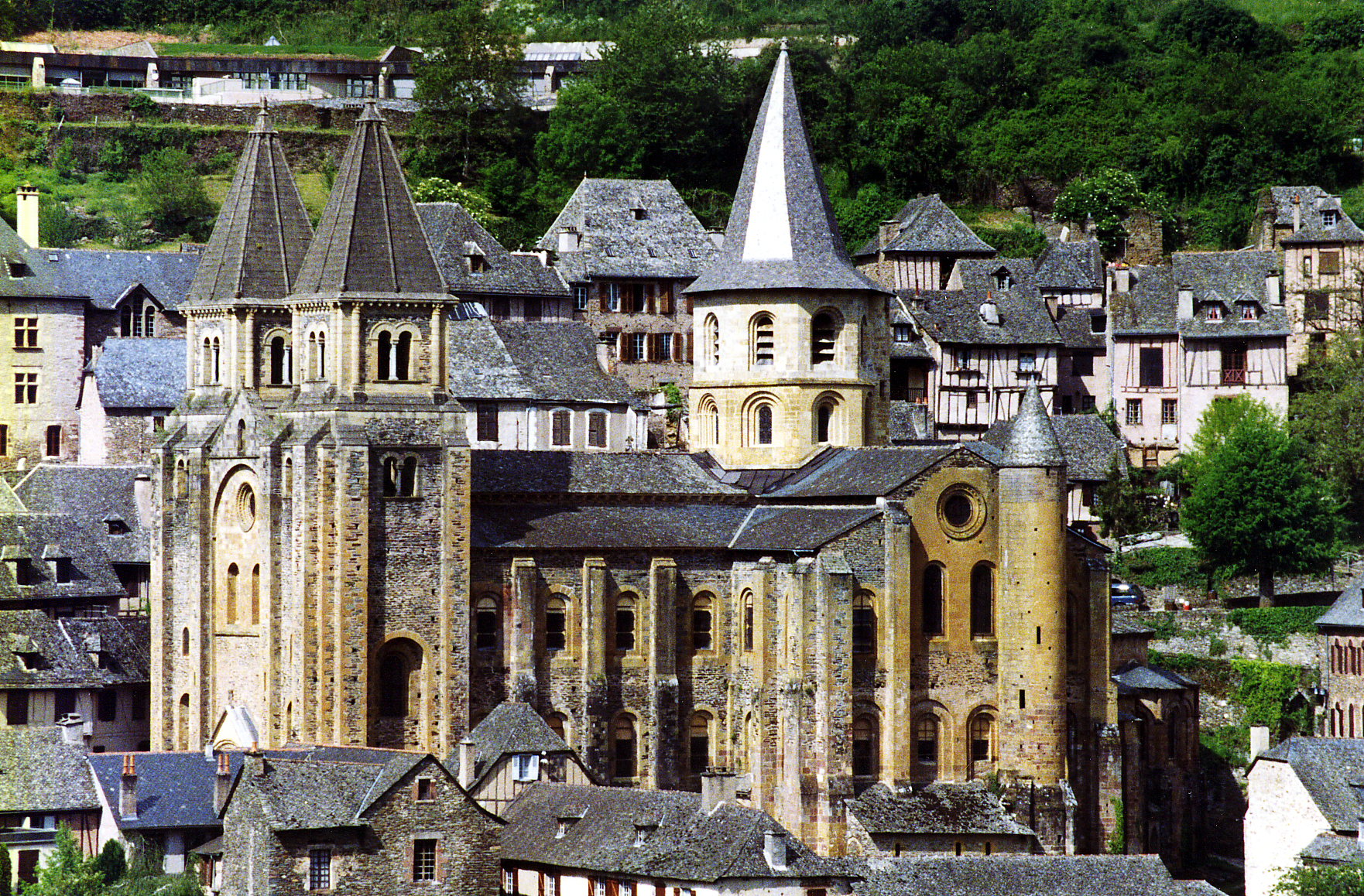
Abadia de Sainte-Foy-de-Conques
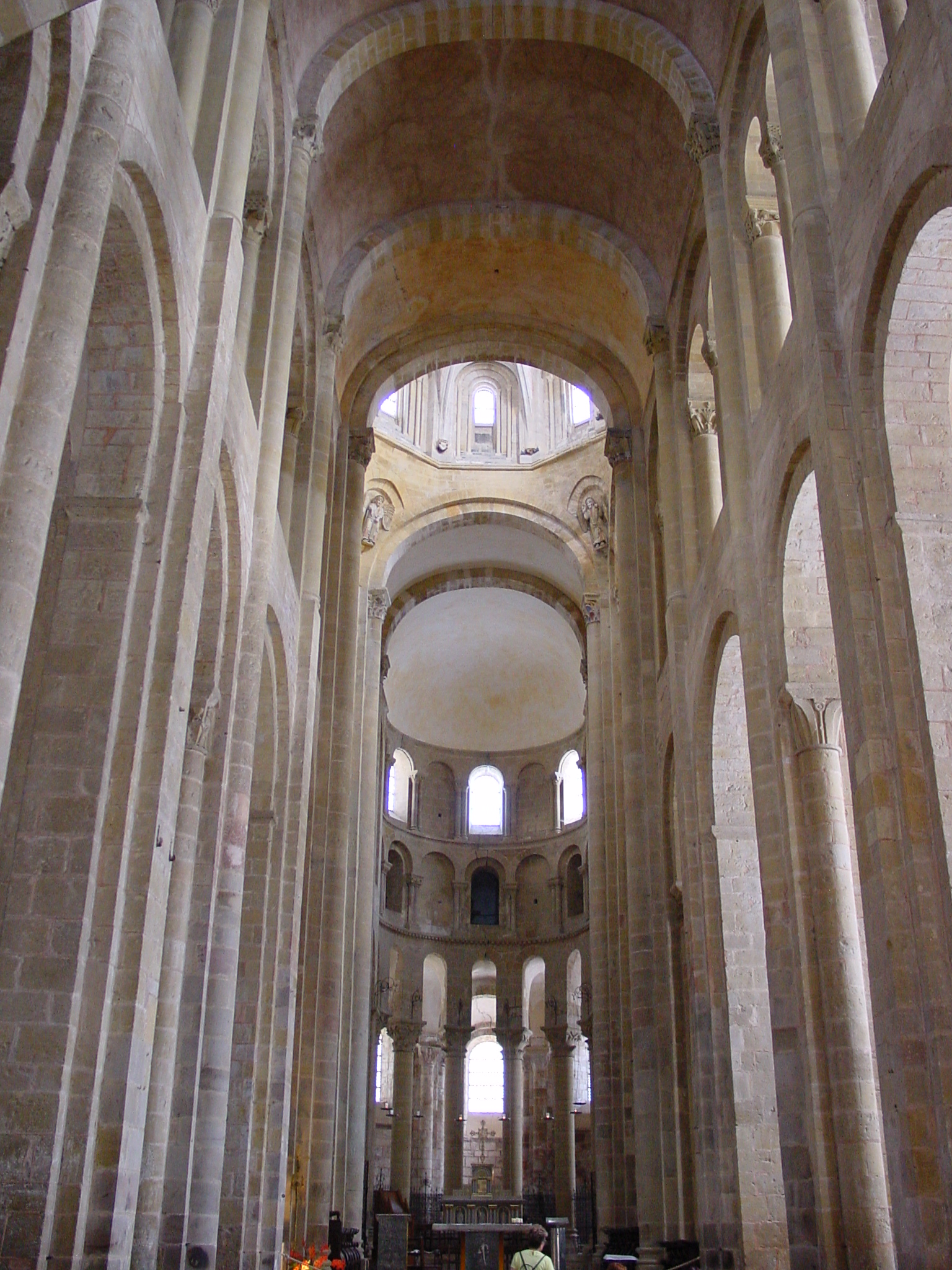
Interior de Sainte-Foy